# Списак мјеста Свјетске баштине у Пољској
Свјетска баштина Организације Уједињених нација за образовање, науку и културу (УНЕСКО) су мјеста од значаја за културну или природну баштину како је описано у УНЕСКО-вој Конвенцији о свјетској баштини, основаној 1972. године. Културна баштина се састоји од споменика (као што су архитектонски радови, монументалне скулптуре или натписи), групе зграда и локалитета (укључујући археолошка налазишта). Природне карактеристике (које се састоје од физичких и биолошких формација), геолошке и физиографске формације (укључујући станишта угрожених врста животиња и биљака), као и природна добра која су значајна са становишта науке, конзервације или природних лепота, дефинисани су као природна баштина.
Од 2021. године у Пољској постоји 17 локалитета свјетске баштине, од којих је 15 културних, а два природна мјеста. Прва два мјеста уписана на Листу свјетске баштине су Рудник соли Вјеличка и Историјски центар Кракова 1978. године. Најновији додатак је Национални парк Бјешчади као продужетак древних и исконских букових шума Карпата и других региона Европе, наведених у јулу 2021. године. Четири од ових локација су транснационалне. Бјаловјешка шума се дијели са Бјелорусијом, дрвене цркве пољских и украјинских Карпата са Украјином, Парк Мускау са Њемачком, а букове прашуме се дијеле међу 18 европских земаља. Поред тога, постоји пет локација на пробној (тенативној) листи.

## Локалитети
УНЕСКО наводи локалитете под десет критеријума; сваки унос мора да испуњава бар један од критеријума. Критеријуми од I до VI су културни, а од VII до X су природни. Пољска је ратификовала конвенцију 29. јуна 1976. године, чинећи своје историјске локације подобним за укључивање на листу.
| Име локалитета                                                                                     | Фотографија                                                              | Војводство              | Година уписа | Подаци УНЕСКО-а            | Опис |
| -------------------------------------------------------------------------------------------------- | ------------------------------------------------------------------------ | ----------------------- | ------------ | -------------------------- | --- |
| Историјско језгро Кракова                                                                          | Главни трг у Кракову одозго.                                             | Малопољско              | 1978.        | 29; IV (култура)           | Град Краков, основан 1257. године, је стара престоница Пољске. Историјски центар обухвата три урбане ансамбле, средњовјековни град Краков, комплекс брда Вавел (краљевска резиденција заједно са Вавелском катедралом гдје је сахрањено неколико краљева Пољске) и град Казимјеж, укључујући и предграђе Страдом, који је обликован од стране католичких и јеврејских становника. Краков је био град умјетности и заната, мјесто сусрета истока и запада. Град задржава висок ниво интегритета и обухвата зграде и карактеристике у стиловима од ране романике до модернистичког периода. Мања гранична модификација локације догодила се 2010. године.                                           |
| Краљевски рудници соли Вјеличка и Бохња                                                            | Подземна сала одозго, лустери и туристи.                                 | Малопољско              | 1978.        | 32; IV (култура)           | Подручја око Вјеличке и Бохње садрже наслаге камене соли, која се копа од 13. вијека. Стотине километара тунела у оба рудника такође садрже умјетничка дјела, као што су скулптуре исклесане у соли и подземне капеле. Рудници илуструју развој рударских технологија у Европи. Вјеличка је први пут наведен појединачно у 1978. године. Једанаест година касније, додан је на листу свјетске баштине у опасности због пријетњи које је скулптурама представљала влага. Након програма очувања који је видео инсталацију ефикасне опреме за одвлаживање у руднику, уклоњен је са листе угрожених 1998. године. Мања измјена границе догодила се 2008. године. Рудник Бохња је додат 2013. године. |
| Аушвиц Биркенау, Њемачки нацистички концентрациони и истребљивачки логор (1940-1945)               | Улазна капија од црвене цигле и жељезничке шине.                         | Малопољско              | 1979.        | 31; VI (култура)           | Аушвиц је била мрежа нацистичких концентрационих логора и логора за истребљење изграђених и којима је управљао Трећи Рајх у пољским областима које је анектирала нацистичка Њемачка током Другог свјетског рата. То је био највећи од њемачких концентрационих логора. Свјетска баштина обухвата Аушвиц I (базни логор), Аушвиц II–Биркенау (логор за истребљење) и масовну гробницу затвореника. Локација је првобитно наведена као "Концентрациони логор Аушвиц", али на захтјев Пољске преименован је у „Аушвиц Биркенау” са поднасловом „Њемачки нацистички концентрациони и истребљивачки логор (1940–1945)”.                                                                                |
| Бјаловјешка шума*                                                                                  | Три европска бизона на паши.                                             | Подласко                | 1979.        | 33; VII (природа)          | Бјаловјешка шума је велики шумски комплекс, укључујући и обимне старе шуме, на граници између Пољске и Бјелорусије. То је примјер копненог екорегиона средњоевропске мјешовитих шума и низа повезаних не-шумских станишта, укључујући влажне ливаде, долине ријека и друге мочваре. Подручје је дом највеће популације европског бизона, као и вука, риса и видре. Пољски дио локације је први пут додат на листу 1979. године. Дио у Белорусији, Беловечскаја Пушча, додан је 1992. године, док је 2014. године дошло до великог проширења заштићеног подручја. |
| Историјски центар Варшаве                                                                          | Пијачни трг, шарене куће у позадини, туристи у ресторанима испред.       | Мазовско                | 1980.        | 30; II, VI (култура)       | Варшава, главни град Пољске, намјерно је срушена од стране нацистичких трупа након Варшавског устанка 1944. године. Више од 85% историјског центра је уништено. Послије рата, петогодишња кампања рестаурације је одржана, а то је резултирало педантном обновом Старог града. Процес реконструкције настављен је 1960-их и закључен отварањем Краљевског замка за посјетиоце 1984. године. |
| Стари град у Замошћу                                                                               | Низ шарених кућа                                                         | Лублинско               | 1992.        | 564; IV (култура)          | Замошћ је основао у 16. вијеку Јан Замојски. Дизајниран од стране архитекте Бернарда Моранда из Падове, то је савршен примјер касно-ренесансног града. Оригинални распоред града је сачуван, као и утврђења и неколико зграда које спајају архитектонске утицаје из Италије са онима из Средње Европе. |
| Замак Тевтонског реда у Малборку                                                                   | Поглед на кулу замка од црвене цигле                                     | Поморско                | 1997         | 847; II, III, IV (култура) | Замак Малборк саградили су Тевтонски витезови, њемачки римокатолички вјерски ред крсташа, након што је сједиште Великог мајстора премјештено у Малборк из Венеције 1309. године. Дворац је класичан примјер средњовјековног дворца у стилу циглене готике. Оштећен је током Другог свјетског рата, али је касније пажљиво обновљен. |
| Средњовјековни град Торуњ                                                                          | Готичка градска вјећница од црвене цигле, около туристи.                 | Кујавско-поморско       | 1997.        | 835; II, IV (култура)      | Торуњ су основали Тевтонски витезови који су средином 13. вијека тамо изградили замак, као основу за евангелизацију Пруске. Касније је био члан Ханзеатске лиге и важна трговачка станица између балтичког подручја и источне Европе. Средњовековни град је добро очуван, укључујући и неколико важних кућа у стилу циглене готике, као што је дом математичара и астронома Николе Коперника. |
| Маниристички архитектонско-парковни пејзажни комплекс и ходочаснички парк                          | Црква са бијелим зидовима, црвеним кровом и куполама прекривеним бакром. | Малопољско              | 1999.        | 905; II, IV (култура)      | Вјерски комплекс (калварија) основао је краковски војвода Миколај Зебжидовски почетком 1600-их година. Састоји се од манастира и низа цркава, капела и светиња изграђених у маниристичком стилу. То је изванредан примјер калваријских светилишта у периоду контрареформације. Практично непромјењен од изградње, остаје активно мјесто ходочашћа у 21. вијеку. |
| Цркве мира у Јавору и Свидњици                                                                     | Унутрашњи поглед на цркву, богато украшени дрвени детаљи.                | Доњошлеско              | 2001.        | 1054; II, IV, VI (култура) | Цркве мира у Јавору и Свидњици у Шлеској добиле су назив по Вестфалском миру из 1648. године који је дозволио лутеранима у римокатоличким дијеловима Шлезије да изграде три евангелистичке цркве од дрвета и глине ван градских зидина. Услови су били и да цркве немају торањ и да њихова изградња буде завршена у року од годину дана. Трећа црква подигнута је у Глогову 1652. године, али је изгорјела вијек касније. |
| Дрвене цркве у јужној Малопољској                                                                  | Дрвена црква са малим торњем, окружена дрвећем.                          | Малопољско              | 2003.        | 1053; III, IV (култура)    | Шест цркава (Црква Архангела Михаила (Бинарова), Црква Свих Светих (Близне), Црква Архангела Михаила (Дубно), Црква Успења Блажене Дјевице Марије и Архангела Михаила (Хачов), Црква Светог Леонарда (Липница Мурована), Црква Светог Филипа и Светог Јакова апостола (Сенкова)) представљају најбоље очуване и најстарије дрвене цркве у региону. Изграђени су у готичком стилу, али се разликују од савремених камених или циглених зграда у градовима. Ове цркве су спонзорисане од стране племићких породица и богато су украшене. |
| Парк Мускау*                                                                                       | Црвени дворац, рибњак испред.                                            | Лубушко                 | 2004.        | 1127; I, IV (култура)      | Парк је постављен дуж обала ријеке Лужичке Нисе и дијеле Пољска и Њемачка. Створио га је принц Херман вон Пуклер-Мускау од 1815. до 1844. године, користећи локалне биљке и природне поставке. Дизајн парка утицао је на развој професије пејзажне архитектуре. Претрпјевши озбиљну штету током Другог свјетског рата, од тада је обновљена у обје земље. |
| Дворана стољетнице у Вроцлаву                                                                      | Велика бетонска купола са отвореним простором испред.                    | Доњошлеско              | 2006         | 1165; I, II, IV (култура)  | Дворана стољетнице је рана модернистичка зграда направљена од армираног бетона. Дизајниран је од стране Макса Берга као мултифункционални простор да служи као изложбени простор или скупштинска сала и да буде домаћин спортских догађаја, концерата и позоришних представа. Изграђен у периоду 1911–1913. године, имао је највећу армиранобетонску куполу на свијету у вријеме његове изградње. Служио је као референтна тачка за касније зграде изграђене од овог материјала. |
| Дрвене цркве пољских и украјинских Карпата*                                                        | Дрвена црква окружена дрвећем.                                           | Малопољско Поткарпатско | 2013.        | 1424; III, IV (култура)    | Ова некретнина се састоји од 16 дрвених цркава у Карпатима, од којих је половина у Пољској, а остатак у Украјини. Цркве су изграђене између 16. и 19. вијека од стране заједница источне православне и гркокатоличке вјере. Дизајни су засновани на православним црквеним традицијама са локалним утицајима. Имају дрвене звонике, иконостасе и унутрашње полихромне декорације, као и црквена дворишта, капије и гробља. На слици је црква Св. Архангела Михаила у Смолнику. |
| Тарновскје Гори-историјски рудници олова-сребра-цинка и њихов систем за управљање подземним водама | Отвор рудника са две фигуре које представљају рударе.                    | Шлеско                  | 2017.        | 1539; I, II, IV (култура)  | Овај историјски рудник олова, сребра и цинка налази се у Тарновскјем Горима. Због свог положаја на висоравни, имао је значајне проблеме са одводњавањем воде за разлику од рудника који се налазе у планинским теренима. У више од 300 година рада рудника, различите технике су коришћене за уклањање воде из тунела, укључујући пумпе на парни погон у 19. вијеку. |
| Кжемионики                                                                                         | Отвор рудника, вјештачко свјетло                                         | Светокришко             | 2019.        | 1599; III, IV (култура)    | Кжемионки је комплекс од четири рудника пругастог кремена из неолита и раног бронзаног доба (око 3900. до 1600. године прије нове ере). Кремен је углавном коришћен за прављење сјекира. Преко 4000 отвора и јама, као и радионице кремена су пронађени у једном од најсвеобухватнијих праисторијских подземних система за екстракцију и прераду кремена идентификованих до данас. |
| Букове прашуме Карпата и других регија Европе*                                                     | Шума у магли                                                             | Поткарпатско            | 2021.        | 1133; IХ (природа)         | Ова локација обухвата шуме у 18 европских земаља. Ове шуме показују постглацијални процес експанзије европских букових шума и показују најкомплетније и свеобухватне еколошке обрасце и процесе чистих и мјешовитих састојина европске букве у различитим условима животне средине. Локација је први пут наведена 2007. године, а затим је проширена 2011., 2017. и 2021. године како би укључила шуме у неколико других земаља. Национални парк Бјешчади у Пољској додан је на листу 2021. године. |

## Тентативна листа
Поред локалитета уписаних на Листу свјетске баштине, државе чланице могу да одржавају листу пробних локација које могу да размотре за номинацију. Номинације за Листу свјетске баштине се прихватају само ако је локација претходно била наведена на тентативној листи. Од 2022. године, Пољска има пет добара на својој прелиминарној листи.
| Име локалитета                                                      | Фотограафија                                                            | Војводство | Година уписа | Подаци УНЕСКА         | Опис |
| ------------------------------------------------------------------- | ----------------------------------------------------------------------- | ---------- | ------------ | --------------------- | --- |
| Гдањск - Град памћења и слободе                                     | Рива у Гдањску и брод старог стила у каналу                             | Поморско   | 2005.        | II, IV, VI (култура)  | Град Гдањск је био свједок неких од кључних догађаја у европској историји, укључујући прву битку Другог свјетског рата код Вестерплатеа и почетак покрета солидарности у Гдањском бродоградилишту. Штавише, историјски главни град садржи бројне зграде у готичком и ренесансном стилу. |
| Августов канал*                                                     | Рјечни канал са бравом                                                  | Подласко   | 2006.        | (култура)             | Канал Августов је изграђен у периоду 1823–1839. године, да би обезбједио директну везу између две велике ријеке, ријеке Висла кроз ријеку Бебрзу – притоку ријеке Нарев и ријеке Њемен кроз њену притоку – ријеку Чарну Ханчу и обезбједио је везу са Црним морем на југу преко канала Огињског, ријеке Западне Двине, ријеке Березине и ријеке Дњепар. Дозволио је да трговачки путеви заобиђу територију Источне Пруске, која је раније увела високе царине за транзит пољске и литванске робе преко своје територије. Техничко насљеђе канала обухвата преводнице, бране, вучне стазе, као и путеве и мостове. Канал се сада налази на територији Бјелорусије и Пољске, чиме је номинација транснационална. |
| Клисура ријеке Дунајец на планинском масиву Пјенини                 | Клисура ријеке, окружена планинама прекривеним дрвећем                  | Малопољско | 2006.        | (природа)             | Клисура ријеке Дунајец у Националном парку Пиенини је богата флором и фауном. Пошто планине Пиенини нису биле залеђене, локација се може користити за проучавање еволуције вегетације од посљедњег глацијалног максимума. |
| Модернистички центар Гдиње — примјер изградње интегрисане заједнице | Бијела зграда у модернистичком стилу позади, рива са једрилицама испред | Поморско   | 2019.        | II, IV, V (култура)   | Након Првог свјетског рата, град Гдањск је добио статус слободног града, па га пољска држава није могла користити као луку. Оближње село Гдиња замишљено је као ново средиште примарне привреде, а модернистички центар града изграђен је као његово језгро 1920-их и 1930-их. У то време број становника је нарастао са 1200 на 120.000 и град је постао симбол модернизације и поморских амбиција младе државе. |
| Европске фабрике папира (из доба ручно прављеног папира)*           | Црвена музејска зграда са тамним дрвеним кровом, ограђена оградом       | Доњошлеско | 2024.        | II, III, IV (култура) | Ова транснационална номинација обухвата шест фабрика папира из 16.–18. вијека које показују значај Европе у производњи папира. Фабрика папира Душњики-Здрој номинована је у Пољској, која је раније била појединачна пробна локација (2019–2024). |